# Chingiz
Chingiz Mustafayev (în azeră: Çingiz Mustafayev; n. 11 martie 1991, Moscova, RSFS Rusă, URSS) este un cântăreț din Azerbaidjan, scriitor de cântece și chitarist. El a reprezentat Azerbaidjanul în Concursul Muzical Eurovision 2019 cu piesa "Truth", ajungând pe locul 8.

## Tinerețe
Mustafayev s-a născut în Moscova și s-a mutat cu părinții săi în Qazax, Azerbaidjan, când avea șase ani. A învățat să câte la chitară și a început să își scrie propriile cântece încă din copilărie.

## Carieră
La 13 ani, s-a mutat cu mama și fratele său în Baku, unde a participat la audițiile versiuni azere a showului Pop Idol în 2007. Chingiz a câștigat competiția, devenind rapid o celebritate în Azerbaidjan. În 2013 a reprezentat Azerbaidjanul în competiția internațională New Wave în Jūrmala, Letonia. A ajuns pe locul 11, cântând împreună cu Polina Gagarina. Trei ani mai târziu, Chingiz a participat la audițiile pentru al șaselea sezon din Vocea Ucrainei, dar a fost eliminat în runda dueturilor. De atunci, Chingiz a apărut pe scena împreună cu grupul lui Palmas, care îmbină sunete folclorice tradiționale azere și turcice cu chitară flamenco, rock și pop. La începutul lui 2019, Chingiz a lansat cântecul Tənha gəzən.
Pe 8 martie 2019 a fost confirmat că Chingiz va reprezenta Azerbaidjanul în Eurovision în 2019 cu melodia "Truth". A participat în a doua semi-finală pe 16 mai 2019 în Tel Aviv, Israel. El a fost al 18-lea, ultimul din semi-finala sa. A ajuns pe locul 5 cu 224 de puncte, calificându-se în marea finală din 18 mai 2019. În finală a ajuns pe locul 8 din 26 cu 302 puncte. Acesta a fost cel mai bun rezultat al Azerbaidjanului, și primul său loc în top 10 din 2013.

## Discografie

### Single-uri
| Titlu         | An   | Poziții de vârf în topuri muzicale | Poziții de vârf în topuri muzicale | Poziții de vârf în topuri muzicale | Poziții de vârf în topuri muzicale | Album             |
| Titlu         | An   | SCO                                | SWE                                | SWI                                | UK Down.                           | Album             |
| ------------- | ---- | ---------------------------------- | ---------------------------------- | ---------------------------------- | ---------------------------------- | ----------------- |
| "Qürbət"      | 2018 | —                                  | —                                  | —                                  | —                                  | Single fără album |
| "Get"         | 2018 | —                                  | —                                  | —                                  | —                                  | Single fără album |
| "Tənha gəzən" | 2019 | —                                  | —                                  | —                                  | —                                  | Single fără album |
| "Truth"       | 2019 | 49                                 | 91                                 | 43                                 | 35                                 | Single fără album |